# Tournefortia coriacea
Tournefortia coriacea är en strävbladig växtart som beskrevs av Vaupel. Tournefortia coriacea ingår i släktet Tournefortia och familjen strävbladiga växter. Inga underarter finns listade i Catalogue of Life.